# Квітень 2004
Квітень 2004 — четвертий місяць 2004 року, що розпочався у четвер 1 квітня та закінчився у п'ятницю 30 квітня.

## Події
- 2 квітня — Шрі-Ланка провела парламентські вибори.
- 25 квітня — у Каїрі засновано Арабську лігу.
- 29 квітня — у місті Лансинг (Мічиган, США) виготовлено останній автомобіль бренду Oldsmobile.